# Calogero Marino
Calogero Marino (Brescia, 26 marzo 1955) è un vescovo cattolico italiano, dal 20 ottobre 2016 vescovo di Savona-Noli.

## Biografia
È nato a Brescia, città capoluogo di provincia e sede vescovile, il 26 marzo 1955. All'età di nove anni si è trasferito con i genitori in Liguria.

### Formazione e ministero sacerdotale
Dopo la maturità classica si è laureato in giurisprudenza presso l'Università degli Studi di Genova; è entrato poi nel seminario di Chiavari, frequentando la Facoltà teologica dell'Italia settentrionale di Genova. Ha conseguito la laurea in diritto canonico presso la Pontificia Università Lateranense di Roma.
Il 30 maggio 1982 è stato ordinato presbitero per la diocesi di Chiavari dal vescovo Daniele Ferrari.
Dopo l'ordinazione ha ricoperto diversi ruoli: è stato vicario giudiziale diocesano dal 1999 e giudice presso il tribunale ecclesiastico regionale ligure per le cause di matrimonio dal 2005.
Dal 2003 al 2005 è stato rettore del seminario diocesano; nel 2005 è stato nominato vicario generale della diocesi di Chiavari.

### Ministero episcopale
Il 20 ottobre 2016 papa Francesco lo ha nominato vescovo di Savona-Noli; è succeduto a Vittorio Lupi, dimessosi per raggiunti limiti di età.
Ha ricevuto l'ordinazione episcopale il successivo 17 dicembre nella cattedrale di Nostra Signora dell'Orto a Chiavari da Alberto Tanasini, vescovo di Chiavari, co-consacranti il vescovo emerito di Brescia, già vescovo di Savona-Noli, Giulio Sanguineti e l'arcivescovo emerito di Ferrara-Comacchio Paolo Rabitti. Ha preso possesso canonico della diocesi il 15 gennaio 2017.
Nel corso del suo episcopato si è mostrato sensibile al tema della pace, giungendo ad ospitare a Savona il 31 dicembre 2021 la Giornata della Pace, dopo il rinvio a causa dell'emergenza pandemica della 53ª e 54ª Marcia nazionale per la Pace, e prendendo parte alla marcia pacifista contro le armi nel porto di Genova assieme all'arcivescovo metropolita Marco Tasca il 2 aprile 2022.
Ha organizzato una Scuola della Parola con appuntamenti mensili di lectio divina su vari temi, tra cui: pregare con i Salmi (2019); l'apostolo Paolo negli Atti degli Apostoli (2021-2022); Figure della ricerca (2022-2023); la Chiesa come fraternità eucaristica (2023-2024).
Ha indirizzato le lettere pastorali Cominciando da Gerusalemme per ritrovare il filo della fede (2017-2018), Cominciare e ricominciare. I verbi della vita (2018-2019), "Una zolla del Regno". La Chiesa che siamo, la Chiesa che vogliamo... (2019-2021), La vera gioia (2020), A metà del cammino (2022). Tra i vari punti ha evidenziato: la necessità di ripensare la presenza della Chiesa sul territorio, alleggerendone le forme istituzionali; dare spazio a nuove forme di ministerialità; imparare nuovi linguaggi significativi per le persone di oggi; mettere al centro le fragilità, le relazioni prima delle prestazioni, e i poveri quali "primi vicari di Cristo"; una Chiesa generativa, inclusiva, aperta alla novità dello Spirito e al coraggio del cambiamento; il primato del Vangelo, il "caso serio" della preghiera, l'essenzialità della fede, ravvivandone il tessuto ecclesiale.
Insiste sul fatto che la Chiesa deve avere il coraggio e la capacità di leggere la fine della cristianità come un tempo pasquale, un'opportunità da cogliere con fiducia e apertura. Occorre riconoscere l'unicità e la ricerca di interiorità di ogni persona in una comunità leggera: uno spazio riposante, spontaneo, che accolga e abbracci le pluralità dell'esistenza, di fragilità e di affetti. Così la domanda di interiorità dei giovani potrà incrociare il cammino ecclesiale.
Tra i riferimenti, oltre a teologi, soprattutto dell'ambito lombardo (come Martini, Sequeri, Brambilla e Moioli), ma pure europei (Halík), sociologi (Magatti e Giaccardi) e psicoanalisti (Recalcati), è solito intervallare le riflessioni con citazioni da autori della spiritualità novecentesca (tra cui Giovanni Vannucci, Simone Weil e Madeleine Delbrêl), della poesia e della letteratura (come Pasternak, Musil, Pessoa e Machado), nonché cantautori italiani (come Brunori Sas, Battiato, Branduardi, Samuele Bersani, Cristicchi, Fabi, Mannoia e Mr. Rain).
Ha indetto e presieduto il Sinodo della Diocesi di Savona-Noli Chiesa di Savona, prendi il largo, confidando celebratosi da giugno 2021 a marzo 2024.

## Genealogia episcopale
La genealogia episcopale è:
- Cardinale Scipione Rebiba
- Cardinale Giulio Antonio Santori
- Cardinale Girolamo Bernerio, O.P.
- Arcivescovo Galeazzo Sanvitale
- Cardinale Ludovico Ludovisi
- Cardinale Luigi Caetani
- Cardinale Ulderico Carpegna
- Cardinale Paluzzo Paluzzi Altieri degli Albertoni
- Papa Benedetto XIII
- Papa Benedetto XIV
- Papa Clemente XIII
- Cardinale Enrico Benedetto Stuart
- Papa Leone XII
- Cardinale Chiarissimo Falconieri Mellini
- Cardinale Camillo Di Pietro
- Cardinale Mieczysław Halka Ledóchowski
- Cardinale Jan Maurycy Paweł Puzyna de Kosielsko
- Arcivescovo Józef Bilczewski
- Arcivescovo Bolesław Twardowski
- Arcivescovo Eugeniusz Baziak
- Papa Giovanni Paolo II
- Cardinale Carlo Maria Martini, S.I.
- Cardinale Dionigi Tettamanzi
- Vescovo Alberto Tanasini
- Vescovo Calogero Marino